# نومل
نومل (بالفارسية: نومل) هي قرية تقع في غلستان في إيران. يقدر عدد سكانها بـ 1,329 نسمة .